# FIA WTCC marokkói nagydíj
A FIA WTCC marokkói nagydíjat a Marrakech Street Circuit-en rendezik meg Marrakech városában Marokkóban.

## Futamgyőztesek
| Év   | V. | Versenyző         | Gyártó    | Helyszín  | Összefoglaló |
| ---- | -- | ----------------- | --------- | --------- | ------------ |
| 2016 | 1  | Tom Coronel       | Chevrolet | Marrakech | Összefoglaló |
| 2016 | 2  | José María López  | Citroën   | Marrakech | Összefoglaló |
| 2015 | 1  | José María López  | Citroën   | Marrakech | Összefoglaló |
| 2015 | 2  | Yvan Muller       | Citroën   | Marrakech | Összefoglaló |
| 2014 | 1  | José María López  | Citroën   | Marrakech | Összefoglaló |
| 2014 | 2  | Sébastien Loeb    | Citroën   | Marrakech | Összefoglaló |
| 2013 | 1  | Michel Nykjær     | Chevrolet | Marrakech | Összefoglaló |
| 2013 | 2  | Pepe Oriola       | Seat      | Marrakech | Összefoglaló |
| 2012 | 1  | Alain Menu        | Chevrolet | Marrakech | Összefoglaló |
| 2012 | 2  | Yvan Muller       | Chevrolet | Marrakech | Összefoglaló |
| 2010 | 1  | Gabriele Tarquini | SEAT      | Marrakech | Összefoglaló |
| 2010 | 2  | Andy Priaulx      | BMW       | Marrakech | Összefoglaló |
| 2009 | 1  | Robert Huff       | Chevrolet | Marrakech | Összefoglaló |
| 2009 | 2  | Nicola Larini     | Chevrolet | Marrakech | Összefoglaló |